# Araneus amurius
Araneus amurius är en spindelart som beskrevs av Bakhvalov 1981. Araneus amurius ingår i släktet Araneus och familjen hjulspindlar. Inga underarter finns listade i Catalogue of Life.